# 真言宗豐山派

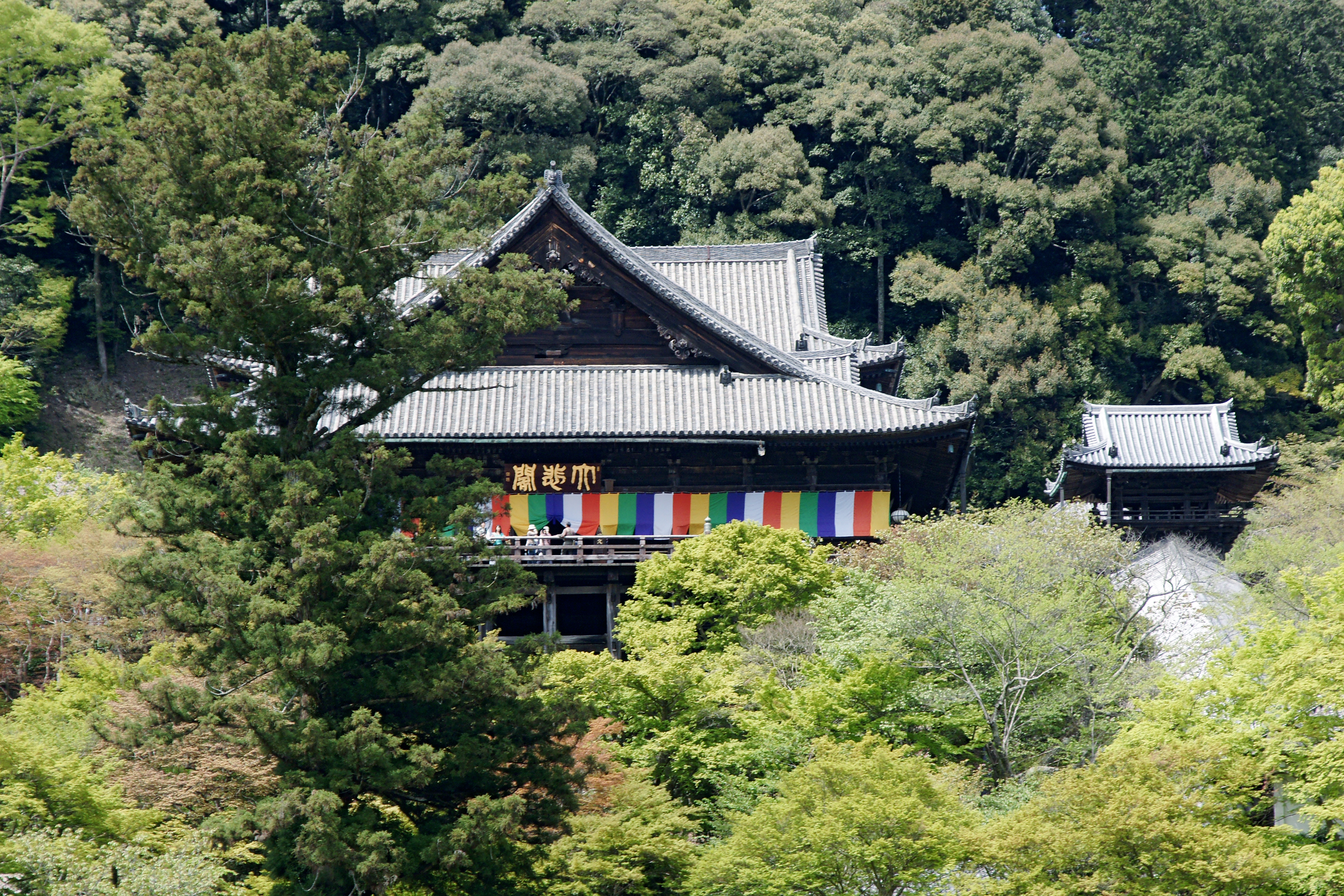
總本山長谷寺 本堂（大慈閣）

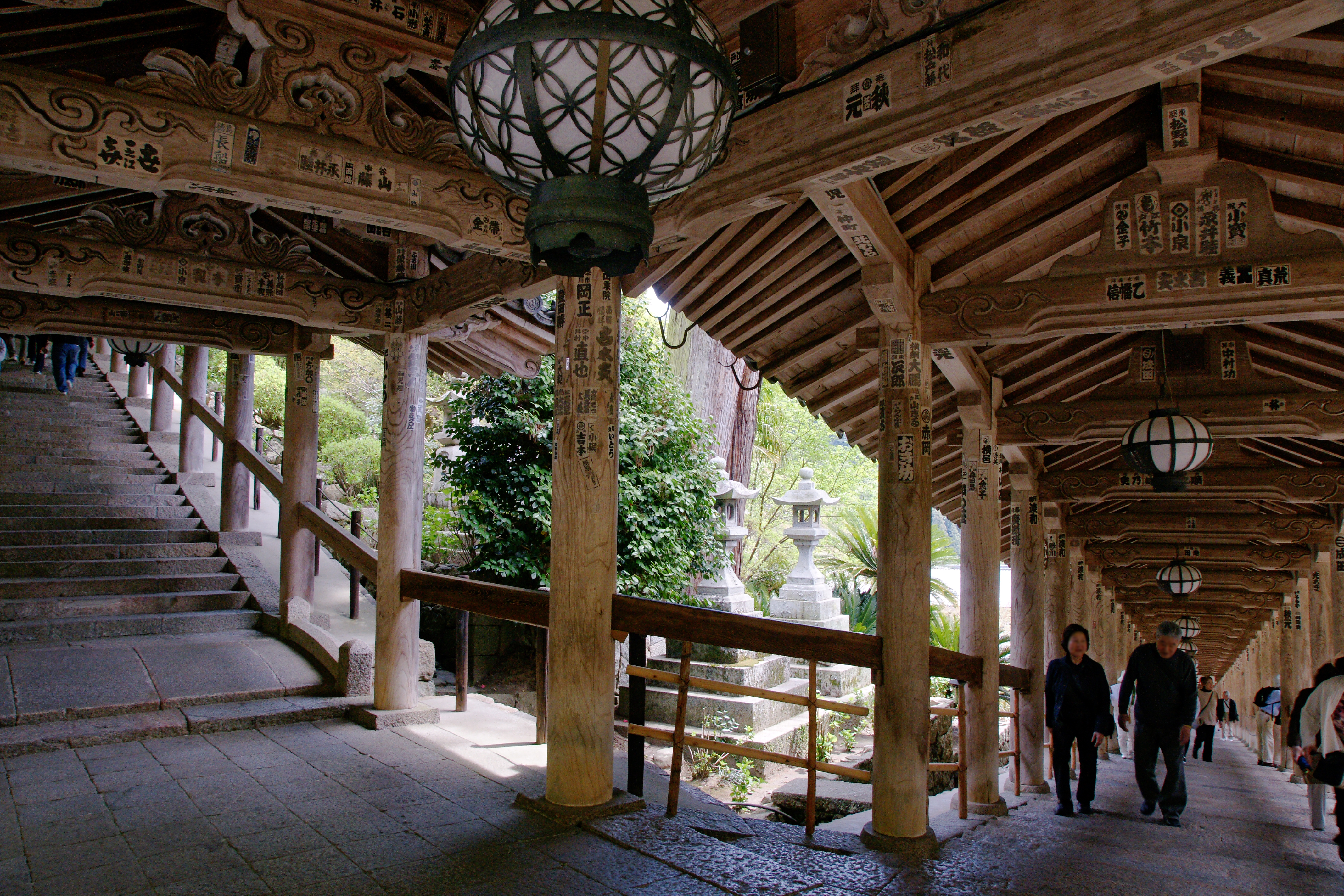
長谷寺登廊

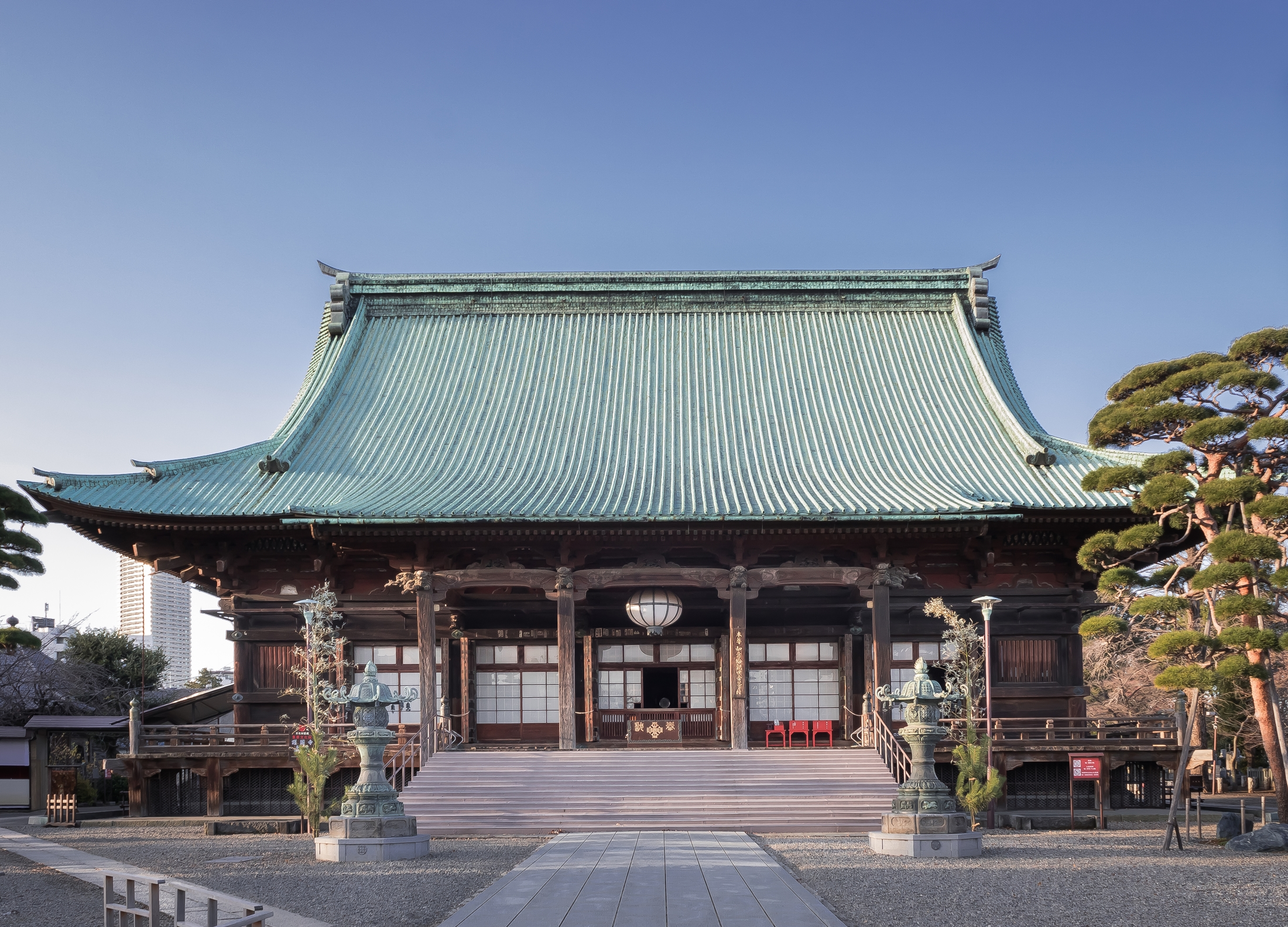
大本山護國寺 本堂

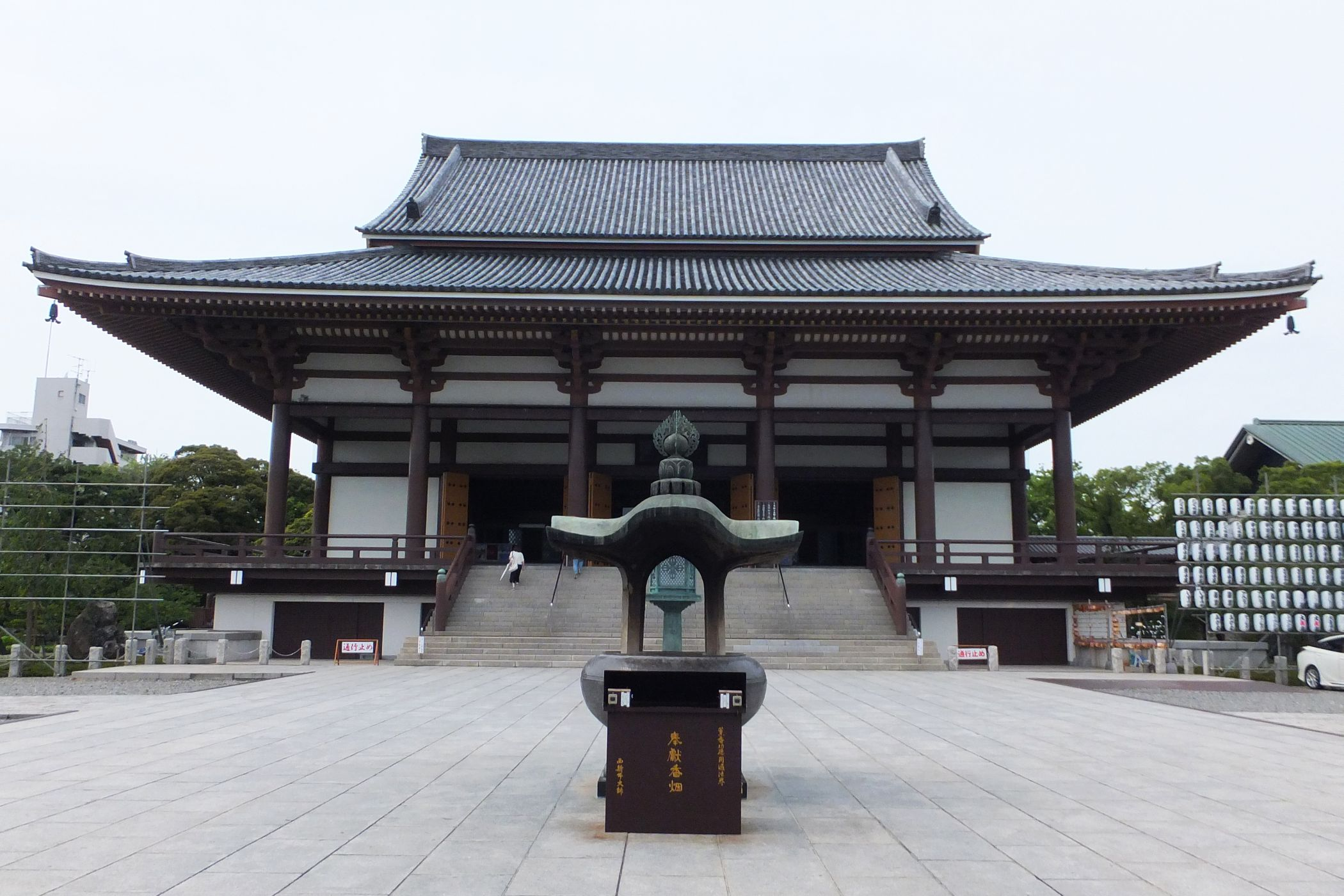
總持寺（西新井大師）本堂

真言宗豐山派（しんごんしゅうぶざんは）是日本真言宗系佛教宗派之一，新義真言宗之一派。總本山是奈良縣櫻井市長谷寺。

## 教義

### 本尊
- 大日如來

### 教祖
- 宗祖：宗祖弘法大師 空海
- 中興祖：興教大師 覺鑁
- 派祖：專譽僧正

### 根本經典
- 大日經
- 金剛頂經

## 宗紋

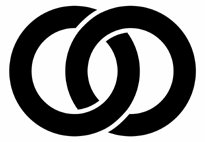
真言宗豐山派 宗紋

- 輪違

## 僧階
| 階級 | 名稱     | 色衣之色 |
| ---- | -------- | -------- |
| 1級  | 大僧正   | 緋色     |
| 2級  | 權大僧正 | 紫色     |
| 3級  | 中僧正   | 紫色     |
| 4級  | 權中僧正 | 紫色     |
| 5級  | 少僧正   | 紫色     |
| 6級  | 權少僧正 | 紫色     |
| 7級  | 大僧都   | 萌黃色   |
| 8級  | 權大僧都 | 萌黃色   |
| 9級  | 中僧都   | 黃色     |
| 10級 | 權中僧都 | 黃色     |
| 11級 | 少僧都   | 黃色     |
| 12級 | 權少僧都 | 黃色     |
| 13級 | 大律師   | 淺黃色   |
| 14級 | 律師     | 淺黃色   |
| 15級 | 權律師   | 淺黃色   |

## 歷史
1900年（明治33年），從新義真言宗獨立，成為新義真言宗豐山派。第二次世界大戰中，因政府的宗教政策，真言宗之古義・新義兩派統合為大真言宗。戰後，大真言宗解散，1946年（昭和21年），成為真言宗豐山派。
今天，豐山派有3000座寺廟、5000位僧侶以及兩百萬名信徒。其在日本以外最大的分支位於香港（名為「香港佛教真言宗居士林」）和越南（名為「明月居士林」）。

### 從豐山派分離獨立
- 真言宗大日派（1951年、鑁阿寺）
- 真言宗室生寺派（1964年、室生寺）

## 宗務所
宗務所設在大本山護國寺（東京都文京區）內。

## 寺格（順不同）
- 總本山 長谷寺（奈良縣櫻井市）
- 大本山 護國寺（東京都文京區）

## 教育機關
- 大正大學（東京都豐島區）
- 豐山專修學院（奈良縣櫻井市）
- 種智院大學（京都府京都市）

## 關連項目
- 十一面觀世音菩薩隨願即得陀羅尼經

## 外部連結
- 真言宗豐山派 （页面存档备份，存于）
- 真言宗豐山派 佛教青年會 （页面存档备份，存于）